# My Unmarried Wife
My Unmarried Wife er en amerikansk stumfilm fra 1918 af George Siegmann.

## Medvirkende
- Carmel Myers - Mary Cunningham
- Kenneth Harlan - Phillip Smith
- Beatrice Van
- Pat Calhoun - Jack Herrick
- Mark Fenton - Allen